# Beautiful Hangover
Beautiful Hangover è un brano musicale della boy band sudcoreana Big Bang, pubblicata come terzo singolo estratto dall'album Big Bang 2 il 25 agosto 2010. Il brano è cantato in lingua giapponese ed è riuscito ad arrivare alla settima posizione della classifica Oricon, vendendo più di 36,600 copie.

## Tracce
CD singolo
1. Beautiful Hangover - 3:46
2. Somebody to Love - 3:32

Durata totale: 7:18

## Classifiche
| Classifica (2010)     | Posizione più alta |
| --------------------- | ------------------ |
| Oricon weekly singles | 7                  |